# 214-klassen

214-klassen (Eller Type 214) er en klasse af dieselelektriske ubåde udviklet af HDW. Ubådene er udstyret med dieselgeneratorer samt et luftuafhængigt fremdrivningssystem (AIP) designet af Siemens og er et såkaldt polymer elektrolyt modul (PEM), drevet af hydrogen-brændselsceller. Type 214-klassen er en videreudvikling af 212A-klassen, men da det er en eksportvariant er den ikke udstyret med nogle af de hemmeligstemplede teknologier som dens mindre forgænger er udstyret med.
Den 15. februar 2000 blev der indgået en kontrakt for at bygge tre ubåde for den græske flåde og en bestilling på yderligere en ubåd fandt sted i juni 2002. Den første ubåd blev bygget på HDW i Kiel, Tyskland og de resterende bliver bygget på Hellenic Shipyards Co. i Skaramangas, Grækenland. I den græske flåde er klassen benævnt Papanikolis-klassen.
Den sydkoreanske flåde har bestilt 9 ubåde af klassen, benævnt Son Won-Il-klassen, og bliver bygget i Sydkorea af Hyundai Heavy Industries og Daewoo Shipbuilding & Marine Engineering; De tre første enheder indgik i operativ tjeneste fra 2007 og de sidste tre forventes at indgå fra 2012.
Grundet udviklingen i materialer benyttet til at konstruere trykskroget er det lykkedes Type 214-klassen at opnå en dykkedybde på omkring 400 meter. En ubåd af Type 214-klassen kan medbring fødevarer, ferskvand og brændstof til 84 dages operationer.

## Brugere

### Grækenland
Den græske Papanikolis-klasse er udstyret med en radarmast som ikke penetrerer trykskroget. I toppen af masten er radartransmitteren placeret. Transmitteren er en del af SPHINX Radarsystemet, som er leveret af Thales Defence Deutschland GmbH i Kiel. Radaren er udstyret med en FMCW transceiver som angiveligt ikke kan detekteres med ESM-systemer. Denne radar er en såkaldt LPI radar, som betyder "Low probability of intercept radar". udgangseffekten fra radaren er typisk mindre end den effekt en mobiltelefon benytter til at kommunikere. Thales SPHINX radaren er en taktisk radar der er designet udelukkende til brug på ubåde.

### Sydkorea
Den sydkoreanske Son Won-il-klasse er også udstyret med et SPHINX-D radarsystem fra Thales Defence Deutschland GmbH. Denne radar er dog også udstyret med en normal radartransmitter. Kombinationen af en LPI radar og en normal radar betyder at under normale overfladeoperationer benytter ubåden den normale radar hvor orlogsskibe i nærheden kan nemt lokalisere og identificere ubåden. Under opgaver hvor ubåden ikke vil opdages når ubåden eksempelvis er neddykket benytter man derimod LPI-radaren og kan dermed ikke lokaliseres.

### Portugal
Tridente-klassen, også omtalt U209PN-klassen blev anskaffet af Marinha Portuguesa for at erstatte de sidste ubåde af Albacora-klassen. Oprindelig tilbød HDW en variant af Type 209-klassen, men tilbød senere Type 214 ubåden. Derfor er den portugisiske Tridente-klasse ofte omtalt som U209PN.
Skibene i klassen er de første ubåde i Portugal der ikke bliver navngivet efter fisk, og bryder dermed med en tradition tilbage fra 1913 da de første ubåde indgik i portugisisk tjeneste.

### Pakistan
Den pakistanske flåde er efter sigende i færd med at forhandle om købet af 3 ubåde af 214-klassen. Alle tre ubåde skal konstrueres i Pakistan. Under IDEAS 2008 udstillingen, udtalte direktøren for HDW, Walter Freitag, at “Aftalen er 95 % færdiggjort og den første ubåd vil blive leveret til den pakistanske flåde 64 måneder efter indgåelsen af kontrakten, mens de resterende ubåde ville blive færdiggjort 12 måneder senere.”

### Tyrkiet
Den Tyrkiske flåde har indledt forhandlinger med HDW omkring produktionen af seks Type 214-klasse ubåde. I følge undersekretariatet for forsvarsindustrien i Tyrkiet vil disse ubåde blive produceret på det tyrkiske orlogsværft i Gölcük, Kocaeli med omkring 80% tyrkisk produceret udstyr.. Dog vil klassificeret tysk udstyr såsom fremdrivningen og det luftuafhængige fremdrivningssystem blive fabrikeret og samlet i Tyskland og derefter sendt til Tyrkiet.
Den 2. juli 2009, indgik HDW og det tyrkiske forsvarsministerium en aftale om produktionen af 6 ubåde. Aftalen er den største forsvarsanskaffelse i Tyrkiets historie efter bestillingen af 116 styk F-35 kampfly til en pris på over 10 milliarder amerikanske dollars. I Ankara forventes det at de tre lokalt producerede og noget modificerede Type 214 ubåde vil indgå i aktiv tjeneste fra 2015.

## Skibe i klassen
| Pennant            | Navn         | Kølen lagt       | Søsat             | Indgået      | Skæbne       | Kaldesignal  |              |
| Græske ubåde       | Græske ubåde | Græske ubåde     | Græske ubåde      | Græske ubåde | Græske ubåde | Græske ubåde | Græske ubåde |
| ------------------ | ------------ | ---------------- | ----------------- | ------------ | ------------ | ------------ | ------------ |
| S120               | Papanikolis  | 27. februar 2001 | April 2004        | -            | -            | -            |              |
| S121               | Pipinos      | februar 2003     | November 2006     | -            | -            | -            |              |
| S122               | Matrozos     | februar 2004     | November 2007     | -            | -            | -            |              |
| S123               | Katsonis     | 2005             | 2007              | -            | -            | -            |              |
| Sydkoreanske ubåde |              |                  |                   |              |              |              |              |
| SS072              | Son Won-il   | Oktober 2002     | 27. december 2007 | -            | -            | -            |              |
| SS073              | Jeong Ji     | 2004             | 9. juni 2006      | -            | -            | -            |              |
| SS075              | An Jung-geun | -                | 13 June 2007      | -            | -            | -            |              |
| SS076              | -            | 2009             | -                 | -            | -            | -            |              |
| SS077              | -            | 2010             | -                 | -            | -            | -            |              |
| SS078              | -            | 2011             | -                 | -            | -            | -            |              |
| SS079              | -            | 2012             | -                 | -            | -            | -            |              |
| SS081              | -            | 2013             | -                 | -            | -            | -            |              |
| SS082              | -            | 2014             | -                 | -            | -            | -            |              |
| Portugisiske ubåde |              |                  |                   |              |              |              |              |
| S167               | Tridente     | 2005             | 15. juli 2008     | januar 2010  | -            | -            |              |
| S168               | Arpão        | 2005             | Maj 2009          | oktober 2010 | -            | -            |              |
| Tyrkiske ubåde     |              |                  |                   |              |              |              |              |
| -                  | -            | -                | -                 | -            | -            | -            |              |
| -                  | -            | -                | -                 | -            | -            | -            |              |
| -                  | -            | -                | -                 | -            | -            | -            |              |
| -                  | -            | -                | -                 | -            | -            | -            |              |
| -                  | -            | -                | -                 | -            | -            | -            |              |
| -                  | -            | -                | -                 | -            | -            | -            |              |
| Pakistanske ubåde  |              |                  |                   |              |              |              |              |
| -                  | -            | -                | -                 | -            | -            | -            |              |
| -                  | -            | -                | -                 | -            | -            | -            |              |
| -                  | -            | -                | -                 | -            | -            | -            |              |